# Lorenzo Gigliotti
Lorenzo Gigliotti (Salerno, 1958) è un giornalista, scrittore e regista italiano.

## Biografia
Dopo aver insegnato filosofia è stato regista per un progetto di Conservazione dei Beni Demoetnoantropologici del Ministero dei Beni Culturali e poi regista radiofonico e televisivo per i programmi culturali della RAI. Ha pubblicato saggi, biografie e una raccolta di poesie. Collabora alle pagine culturali de Il Mattino di Napoli. Come regista ha realizzato numerosi documentari molti dei quali premiati in Festival Internazionali. Ha insegnato Istituzioni di regia presso l'Istituto Universitario Suor Orsola Benincasa di Napoli e attualmente è professore a contratto di Teoria del linguaggio cinematografico presso l'Università degli Studi di Salerno. Ha diretto la sezione Video del XXXVIII Festival Internazionale del Cinema di Salerno (1985) ed è stato stage director per il 34°, 35°e 36° Giffoni Film Festival (2004-2006).

## Opere

### Programmi televisivi
- Frank Sinatra a Pompei, Concerto Live. (aiuto regia) Prod. RAIUNO (Settembre 1991)
- Renzo Arbore e l'Orchestra Italiana a Ischia, Concerto Live. Prod.Vivaitalia (Agosto 1993)
- Storia dell'economia. Programma in 10 puntate con J.K.Galbraith (1998)
- Storia della Letteratura Italiana di Edoardo Sanguineti. Programma in 30 puntate con E.Sanguineti (1998-1999)
- Regia Servizi esterni per il programma Storia del Design (1998)
- Regia Servizi esterni per il programma Enciclopedia multimediale delle scienze filosofiche (1998)
- Regia Servizi esterni per il programma Mondo3 (1998-1999)
- Regia Servizi esterni per il programma La Storia Siamo Noi (1998-1999)
- Regia per il programma Lezioni di Cinema  (15 puntate con Fernaldo di Giammatteo) 2000
- Breve storia della Logica, programma in 24 puntate con Piergiorgio Odifreddi, RAITRE, 2002
- Venezia, la luna e tu…serata da Piazza san Marco, (autore) (RAIUNO, 2002)
- Speciale Sergio Bruni, RAIUNO (2006)
- Il Vento di Mykonos, RAIUNO(2006)

### Documentari
- Il Cancello video sperimentale. Finalista al IV Concorso Nazionale Associnema. Prod. Indipendente (1985)
- La Festa dell'Acqua, Documentario su Piazza Navona. Prod. Video/Italia(1987)
- Il Teatro della Memoria, documentario sulla Settimana Santa a Procida. Prod. Video/Italia (1988)
- Gli Scacchi di Marostica, documentario. Prod. Video/Italia (1988)
- Il Liscio, documentario. Prod. Video/Italia (1988)
- Il Palio di Siena, documentario. Prod. Video/Italia (1989)
- I Gigli di Nola, documentario. Prod. Video/Italia (1989)
- I Misteri di Taranto, documentario. Prod. Video/Italia (1990) Secondo Premio Festival del Cinema di Taranto ed. 2005
- Il Venerdì Santo a Marsala, documentario. Prod. Video/Italia (1990)
- Farpi Vignoli, documentario. Primo Premio ASSOCINEMA Festival Internazionale del Cinema di Salerno. Medaglia d'Oro ANICAGISProd. Video/Italia (1991)
- La Banca Commerciale Italiana Prod.Video/Italia(1994)
- L'Abbazia di San Vincenzo al Volturno, Reale Accademia Inglese di Archeologia, Prod. Video/Italia (1995)
- Il Don Giovanni di Mozart, documentario, RAI Educational, (1998)
- I cento anni di Hans Georg Gadamer, documentario RAI Educational(2001)
- Verdincanto, documentario per il centenario verdiano, RAI Educational(2001)
- La formazione a distanza di RAILAB, RAI Educational(2001)
- Les Fêtes du soleil, documentario per la Comunità Europea, Coproduzione UNESCO-Università di Siena(2002)
- Ero straniero e mi avete ospitato, documentario RAI UNO (2002)
- EL CHE, back-stage del musical su Che Guevara, Venicefilm production(2002)
- Balthus, documentario RAI Educational
- La Madonna della neve, documentario, Produzione Provincia di Salerno (2004)
- La Madonna delle Galline, documentario, Produzione Provincia di Salerno, (2004)
- Una Storia negata, documentario, Produzione VeniceFilm Production (2004)
- Le rovine Parlanti, Videoinstallazione per Villa Adriana, Produzione Pierreci,(2004 e 2005)
- Mario Carotenuto Pittore, Clever Produzioni (2006)
- Nascita di una Nazione, Drops Produzioni(2007)
- 1860, Salerno nella Rivoluzione Nazionale, Drops Produzioni (2009)
- La Piana della solidarietà, Drops Produzioni (2010)

### Mostre, installazioni e percorsi didattici
- Gli altari di Dioniso, Comune di Salerno, 1986
- Divinità Parlanti, Ministero Beni Culturali, Palazzo Altemps, Roma, 2003
- Voci e memorie dalla Piramide, La notte bianca, Comune di Roma, settembre 2003
- Le rovine Parlanti, Ministero Beni Culturali, Villa Adriana, Tivoli, 2004
- Figure della Crocefissione, Ministero Beni Culturali, Pinacoteca di Brera, Milano, 2004
- Un percorso didattico, Musei Capitolini, Ministero Beni Culturali, Roma, 2004
- More Barocco, Pinacoteca Provinciale di Salerno, 2009-2010
- Tavole Copiosissime, Pinacoteca Provinciale di Salerno, 2010

### Teatro
- Zeza a Corte, opera lirica in due atti. Musica di Luigi De Filippi, Londra, Giugno 1993, Istituto Italiano di Cultura
- La Tolla Maretata, opera lirica in due atti. Napoli, Luglio 1997, Teatro della Certosa di San Lorenzo Maggiore

### Radio
Pianeta Napoli, programma di varietà culturali in 13 puntate con Goffredo Fofi RAI RADIO 2, 1995

### Pubblicazioni
- Un duo per voce sola, Carrano, Salerno, 1986
- Come vento che irrompe entro le querce, Ripostes, Roma, 1987
- Lina Wertmüller, biografia, Ripostes, Roma, 1995
- Queste Parole Segno, Ripostes, Roma, 1995
- Semi, 44 riflessioni critiche, ed. Plectica, 2009
- Sequenze, Tommaso Pironti Editore, 2014